# Daisuke Kato
Daisuke Kato (加東 大介, Katō Daisuke), född 18 februari 1911 i Tokyo, Japan, död 31 juli 1975 i Tokyo, Japan, var en japansk skådespelare.

## Filmografi (urval)
- 1954 - De sju samurajerna